# Gvozdanska
Gvozdanska est un village de la municipalité de Suhopolje (Comitat de Virovitica-Podravina) en Croatie. Au recensement de 2011, le village comptait 34 habitants.